# Андріївка (Диканська селищна громада)
Андрі́ївка — село в Україні, у Диканській селищній громаді Полтавського району Полтавської області. Населення становить 423 осіб. До 2020 орган місцевого самоврядування — Андріївська сільська рада.

## Географія
Село Андріївка знаходиться на правому березі річки Вільхова Говтва, вище за течією на відстані 3 км розташоване село Сохацька Балка, нижче за течією на відстані 4 км розташоване село Надежда, на протилежному березі — село Кучерівка. Річка в цьому місці пересихає, по селу протікає пересихаючий струмок з загатою. Поруч проходить автомобільна дорога Т 1721.

## Історія
Село засноване в 1814 році під назвою Богинщина поміщиком Андрієм Богинським, від якого й одержала свою назву. Входила до складу Полтавського повіту. 1844 р. син засновника села А. А. Богинський та його дружина Є.І. Богинська спорудили дерев'яну Преображенську церкву, при якій були бібліотека та школа грамоти.
З 1844 року носить назву Андріївка.
За даними на 1859 рік у власницькому селі Полтавського повіту Полтавської губернії, мешкало 67 осіб (30 чоловічої статі та 37 — жіночої), налічувалось 20 дворових господарств, існувала православна церква.
Станом на 1885 рік у колишньому власницькому селі Баляснівської волості мешкало 47 осіб, налічувалось 7 дворових господарств, існували православна церква й млин.
З початку 60-х рр. 19 ст. Андріївка відносилась до Баляснівської волості Полтавського повіту.
1 вересня 1877 р. відкрито Андріївське земське училище.
За переписом 1900 р. - 17 дворів та 100 жителів, діяли земська та церковнопарафіяльна школа. Було 4 озера.
У 1910 р. - 24 двори та 141 житель, землі 148 десятин, з них орної - 95 десятин.
Рядянський режим проголошено в січні 1918 року. Село віднесено до Ландарівської сільської ради, з 7 березня 1923 р. увійшла до Баляснівського району Полтавського округу.
У період німецько-фашиської окупації (4.Х.1941 - 22.ІХ.1943) гітлерівці стратили 1 жителя села, вивезли на примусові роботи до Німеччини 20 чоловік. Після визволення села залишилось 181 жителів.
27.07.1957 р. Ландарівську сільраду перейменовано в Андріївську.
12 червня 2020 року, відповідно до розпорядження Кабінету Міністрів України № 721-р «Про визначення адміністративних центрів та затвердження територій територіальних громад Полтавської області», село увійшло до складу Диканської селищної громади.
19 липня 2020 року, в результаті адміністративно - територіальної реформи та ліквідації Диканського району, село увійшло до складу новоутвореного Полтавського району.

## Економіка
- ТОВ «Андріївка».

## Об'єкти соціальної сфери
- Школа І-ІІ ст.